# Am liebsten Marlene
Am liebsten Marlene è una serie televisiva tedesca di genere medico prodotta da Novafilm e trasmessa dal 1998 al 1999 sull'emittente ZDF. Protagonista della serie, nel ruolo della Dott.ssa Marlene Milde, è l'attrice  Kathrin Waligura; altri interpreti principali sono  Stefan Wigger, Barbara Dittus, Matthias Wien, Otmar Richter, Eva Maria Bauer, Alexander Eisenfeld, Gerhard Acktun e Martin Lindow.
Della serie è andata in onda un'unica stagione, composta da 21 episodi: il primo episodio, intitolato Zwischen Himmel und Erde, venne trasmesso in prima visione l'8 ottobre 1998, mentre l'ultimo, intitolato Neue Ufer, venne trasmesso in prima visione l'11 marzo 1999.

## Trama
Marlene Milde è un medico di Berlino che, oltre a lavorare nello studio del Prof. Schärf assieme a Katharina, Erich e Rüdiger, si distingue anche per il suo aiuto ai senzatetto che vivono nei pressi della stazione ferroviaria.  Divorziata da Stefan Ried, vive assieme al figlio diciassettenne Alexander.

## Episodi
| Stagione       | Episodi | Prima TV Germania | Prima TV Italia |
| -------------- | ------- | ----------------- | --------------- |
| Prima stagione | 21      | 1998              | inedita         |

## Personaggi e interpreti
- Dott.ssa Marlene Milde, interpretata da Kathrin Waligura.
- Regina Milde, interpretata da Eva Maria Bauer. È la madre di Marlene.[3]
- Oliver Milde, interpretato da Alexander Eisenfeld. È il figlio diciassetttenne di Marlene.[3]
- Prof. Schärf, interpretato da Stefan Wigger.
- Katharina, interpretata da Barbara Dittus. È un'infermiera che lavora con Marlene.[3]
- Erich, interpretato da Otmar Richter. È un collaboratore di Marlene ed è il marito di Katharina.[3]
- Rüdiger, interpretato da Matthias Wien. È un collaboratore di Marlene.[3]
- Stefan Ried, interpretato da Gerhard Acktun. È l'ex-marito di Marlene.[3]
- Bernd Hennes, interpretato da Martin Lindow. È il nuovo compagno di Marlene.[3]
- Wilm, interpretato da Axel Werner. È un senzatetto aiutato da Marlene.[3]
- Charly, interpretato da Ygal Gleim. È un altro senzatetto aiutato da Marlene.[3]